# مليان (يريم)

تعديل مصدري - تعديل

مليان هي إحدى قرى عزلة رعين بمديرية يريم التابعة لمحافظة إب، بلغ تعداد سكانها 1711 نسمة حسب تعداد اليمن لعام 2004.